# St.-Marien-Kirche (Netzelkow)

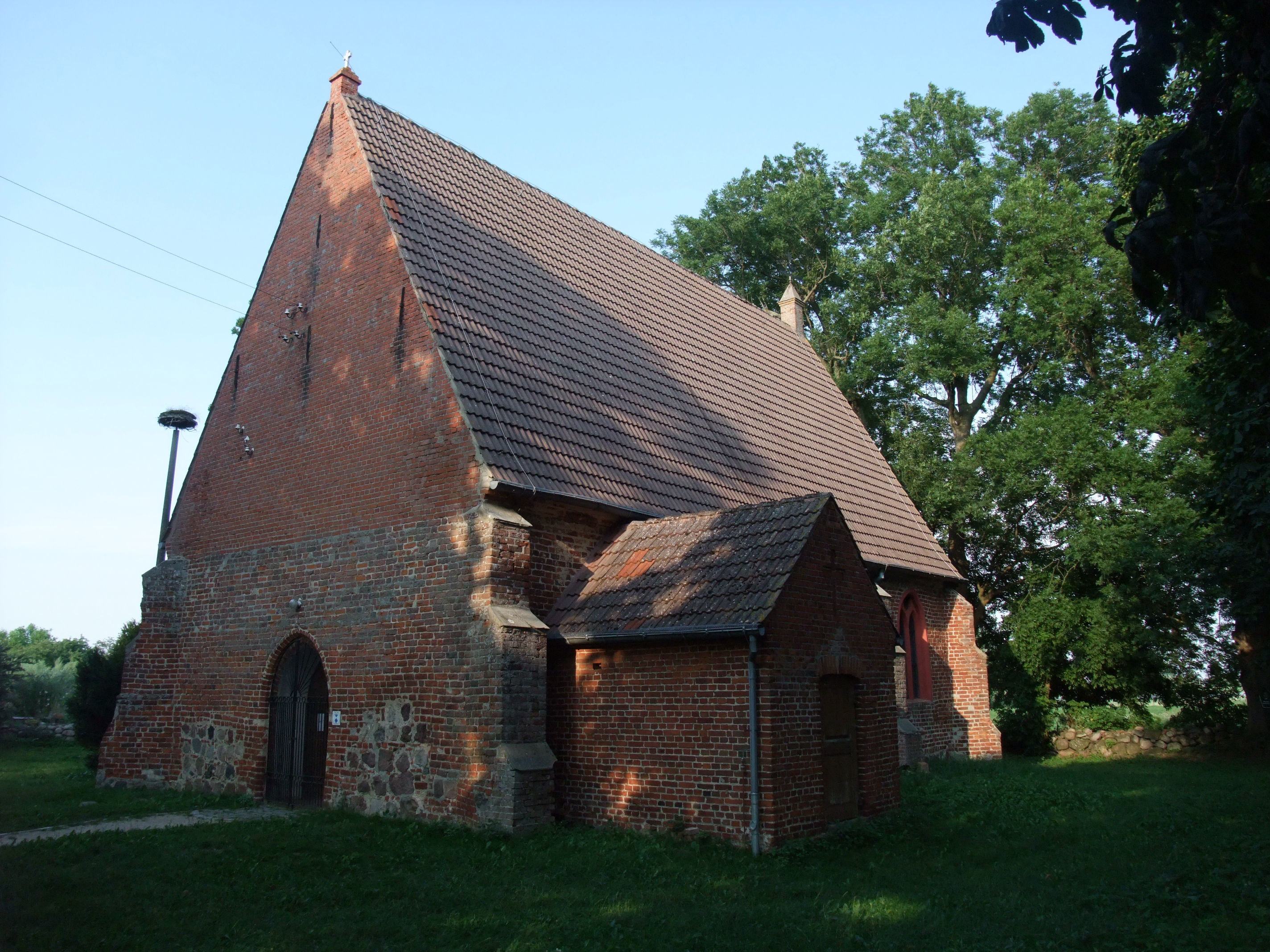
St. Marien Netzelkow

Die Kirche St. Marien zu Netzelkow ist ein Kirchengebäude in der Gemeinde Lütow auf dem Gnitz im Landkreis Vorpommern-Greifswald in Mecklenburg-Vorpommern.

## Geschichte

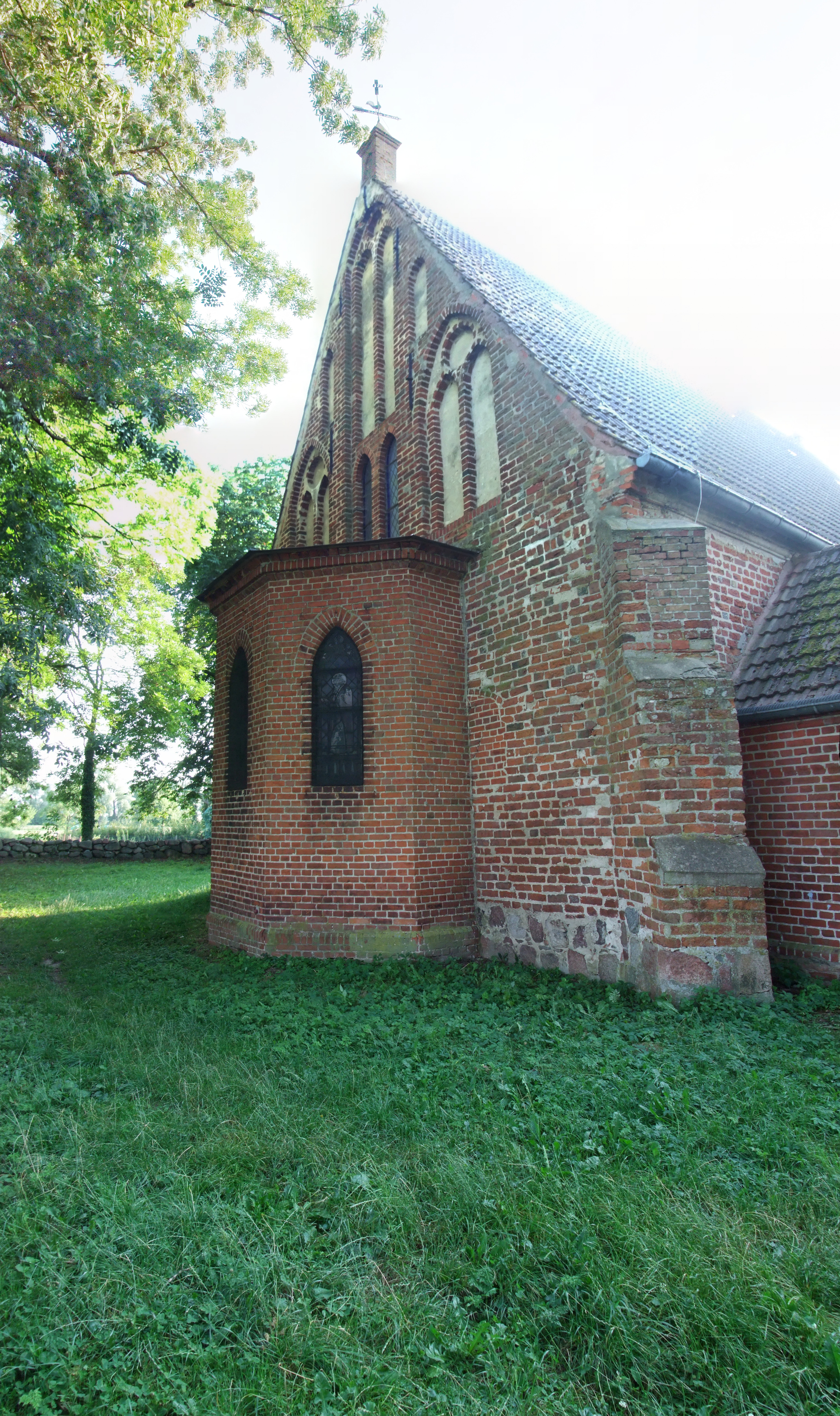
Ostgiebel mit Apsis

Die kleine Ansiedlung Netzelkow war einst Hauptort auf der Halbinsel Gnitz und neben Lütow und Neuendorf eine alte Besitzung der Familie von Lepel. die dort seit 1358 ihre Rittersitze hatten. Schon 1229 wurde erstmals ein Geistlicher Phylippus sacerdos de Gnez auf der Halbinsel Gnitz erwähnt. Sehr wahrscheinlich bezog sich diese Angabe auf einen älteren Kirchenbau. Zu der Zeit war ein slawischer Adliger, Heinrich vom Gnitz, als Kastellan von Usedom in den Diensten des pommerschen Herzogs. Vielleicht war seine Familie Gründerin der ersten Kirche auf dem Gnitz.
In einer Urkunde vom 12. August 1230 bestätigte der Kamminer Bischof Konrad II. der Kirche zu Buckow, dem heutigen Krummin, die sogenannten Bischofsabgaben. Das bedeutete den zehnten Teil aller Erträge aus den umliegenden Dörfern, darunter war auch Gnezow, das heutige Netzelkow.

## Baugeschichte
Die heutige Kirche St. Marien ist wohl noch im 14. Jahrhundert, sicher aber Anfang des 15. Jahrhunderts mit dem sehenswerten Ostgiebel erbaut worden. Als Patronatskirche der alteingesessenen Familie von Lepel nahm sie schon früh eine zentrale Stellung auf der Halbinsel Gnitz ein. Im 16. Jahrhundert soll noch ein Westturm mit quadratischem Grundriss aus einer Holzkonstruktion bestanden haben. Die Fundamente wurden 1934 freigelegt. Als Kirchenpatron ließ 1747 die Familie von Lepel an der südwestlichen Seite des Langhauses für ihren bedeutenden Vertreter, Christian Carl von Lepel, eine Grablege anbauen.
1860 wurde die Kirche durch einen Brand in Mitleidenschaft gezogen. Die danach erfolgte Umgestaltung, auch im Kircheninnern dieses mittelalterlichen Bauwerks, gibt ein Beispiel für den veränderten Kunstgeschmack des 19. Jahrhunderts. Die Chorapsis, die Nordsakristei und die Leichenhalle sind zwischen 1876 und 1879 errichtet worden. Dabei hatte man den größten Teil der Innenausstattung erneuert und eine Holzdecke eingefügt, das Maßwerk der Langhausfenster verändert, den oberen Teil des Westgiebels ausgebessert und eine Giebelbekrönung aufgesetzt.
In den 1970er Jahren war die Kirche stark baufällig geworden. Nach ersten Notsicherungen erfolgte von 1985 bis 1986 eine umfassende Renovierung der St.-Marien-Kirche.
Im Jahr 2001 gab es einen Einbruch in das Gotteshaus. Neben der beschädigten Eingangstür hatten die Diebe diverse Kunstgegenstände gestohlen. Darunter waren die Altarbibel, das Kruzifix und Altarleuchter. Diese wurden später stark beschädigt im Achterwasser aufgefunden und mussten zwischenzeitlich restauriert werden. Aus Sicherheitsgründen können diese Kunstgegenstände nur noch selten gezeigt werden.
Von 2003 bis 2005 konnten mit finanzieller Hilfe, auch der Familie von Lepel, bauliche Erhaltungsmaßnahmen an der St.-Marien-Kirche durchgeführt werden.
Mit ihrer abgeschiedenen Lage hat die Netzelkower Kirche bis heute nichts von ihrem ursprünglich ländlichen Charakter eingebüßt.

## Baubeschreibung
Der kleine rechteckige Backsteinbau ohne Turm steht inmitten eines von einer Feldsteinmauer begrenzten Kirchhofs am Achterwasser.

### Das Äußere
Die Kirche ist ein gotischer Rechteckbau mit polygonaler Apsis und ohne Turm. Nach der Stellung der Strebepfeiler war der im Osten gerade geschlossene Backsteinbau ursprünglich dreijochig. Die abgetreppten Strebepfeiler sind an den Ecken des Gebäudes übereck gestellt. Im Ostgiebel befinden sich zweiteilige Spitzbogenblenden mit Scheitelkreis. Über der polygonalen Apsis wurden im 19. Jahrhundert zwei Lanzettfenster hinzugefügt. Im Südwesten befindet sich ein schlichter Anbau mit korbbogiger Tür und Kreuzblende. Das Westportal ist spitzbogig und hat eine abgefaste Laibung. Während der Umbauarbeiten im  19. Jahrhundert wurde auch das Giebelfeld verändert. Im Osten und Westen befinden sich Giebelreiter, der östliche ist mit einer Wetterfahne, einem Kreuz, einem Hahn und einer Inschrift Wachet und betet versehen. An der Südseite des Langhauses befindet sich eine in Klosterformat-Backsteinen eingeritzte Sonnenuhr.

### Das Innere
Die Netzelkower Kirche besteht aus einem kleinen Saalbau als Gemeinderaum.
Das Kirchenschiff hat eine erst später eingefügte dreiseitig gebrochene Holzdecke mit eisernen Zugankern. Putzlisenen gliedern die Wandflächen und nehmen die Balkenauflagen der Decke auf. Die Chorapsis schließt mit einem Rundbogen an, über dem eine Zweiergruppe spitzbogiger Fenster als überhöhendes Motiv in die Langhauswand einschneidet. Die Spitzbogenfenster und Türen sind Zutaten aus den Umbauten im 19. Jahrhundert. Die Apsis hat ein Gratgewölbe und besaß ursprünglich einen gemalten Sternenhimmel.
Der nüchterne Raum ist kaum belebt, lediglich der Chorbereich wird verhalten betont. Nur die Decke bildet mit ihrer Konstruktion und Materialverschiedenheit einen Kontrast zu den massigen mittelalterlichen Langhauswänden als Gesamteindruck des Innenraums.
Zum Inventar von 1860 zählt neben den Gestühlreihen im Langhaus  und der Orgelempore im Westen die Ausstattung im Chorbereich. Die rechteckige Altarmensa mit ihren korinthisierenden Säulchen und die Kanzel links am Chorbogen sind Zutaten aus dieser Umbauzeit. Die Kanzel erhebt sich über einem hohen Kanzelfuß und der polygonale Kanzelkorb ist über eine Treppe zu erreichen. Die Ornamentik an den Korbseiten hat gotische Maßwerkformen.
Das Gemälde an der südlichen Langhauswand zeigt die Beweinung Christi und wurde von Ottokar Schmieder nach einem im Ersten Weltkrieg zerstörten Gemälde des flämischen Malers Anthonis van Dyck kopiert. Es handelt sich hier um eine der drei auf der Insel Usedom vorhandenen Kopien. Diese hängen in den Kirchen in Heringsdorf und Benz.

#### Taufstein
Der im Langhaus vor dem Chor aufgestellte Taufstein aus schwedischem Kalkstein stammt aus dem 14. Jahrhundert und ist der einzige aus dem Mittelalter vollständig erhaltene auf der Insel Usedom. Er besteht aus einem konischen Schaft mit dickem Wulst, die Kuppa ist zwölfseitig gebrochen. Erwähnenswert ist auch der kaum beachtete, links neben dem Eingang aus der Wand herausragende kleine Feldstein. Es dürfte sich um einen Mahlstein handeln, der wahrscheinlich sogar aus der frühslawischen Zeit überkommen und schon vor 1520 als Weihwasserbecken eingemauert wurde. Nach der Reformation diente er dann noch lange Zeit als Kollektenbüchse.

#### Orgel
Der dreiteilige Orgelprospekt besteht aus einem erhöhten Mittelteil und niedrigeren Seitenteilen. Die gotisierenden Verzierungen aus Fialbekrönung und stehenden Vierpässen verweisen in das 19. Jahrhundert. Die Orgel aus der Werkstatt von Barnim Grüneberg ist im Zuge der inneren Umgestaltung 1879 eingefügt worden. 1986 erfolgte eine Generalüberholung.

#### Buntglasfenster
Die drei einbahnigen rot-, blau- und gelbfarbigen Glasfenster im Chor wurden 1879 eingesetzt.
Das mittlere Fenster mI ist eine inschriftlich vermerkte Stiftung des Evangelischen Kunstvereins zu Berlin. Es zeigt einen stehenden Christus im Segensgestus, der in der linken Hand eine Weltkugel mit aufgesetztem Kreuz als Symbol der siegreichen Herrschaft des Glaubens hält. Ausgeführt und signiert wurde die Arbeit von G. Fischer im Königlichen Institut für Glasmalerei zu Berlin. Im nördlichen Fenster nII befindet sich die Darstellung des Apostels Paulus mit Schwert und aufgeschlagenem Buch, seine Körperhaltung und Blickrichtung sind auf das mittlere Fenster mit Christus ausgerichtet. In der Sockelzone mit Sanctus Paulus bezeichnet. Im Fenster sII ist mit dem Apostel Petrus mit Schlüssel und Buch gestaltet, bezeichnet mit Sanctus Petrus. Ein Schriftzug am rechten Fenster nennt die Stifterin Maria von Lepel Neuendorf 1879 der Patronatsfamilie. In der unteren rechten Ecke des Fensterspiegels, halb von einem Bleiprofil verdeckt, steht die Signatur des Glasmalers im Königlichen Institut für Glasmalerei Berlin Ferd.(inand) Ulrich. Die Okuli der Fenster enthalten symbolische Darstellungen.
Die Chorfenster wurden wahrscheinlich 1985/86 teilweise neu verbleit und mit gelben Ornamentglas mI sowie fremden Glasmalereien sII notdürftig ausgebessert und außenseitig durch Schutzgitter gesichert.

#### Grabmal

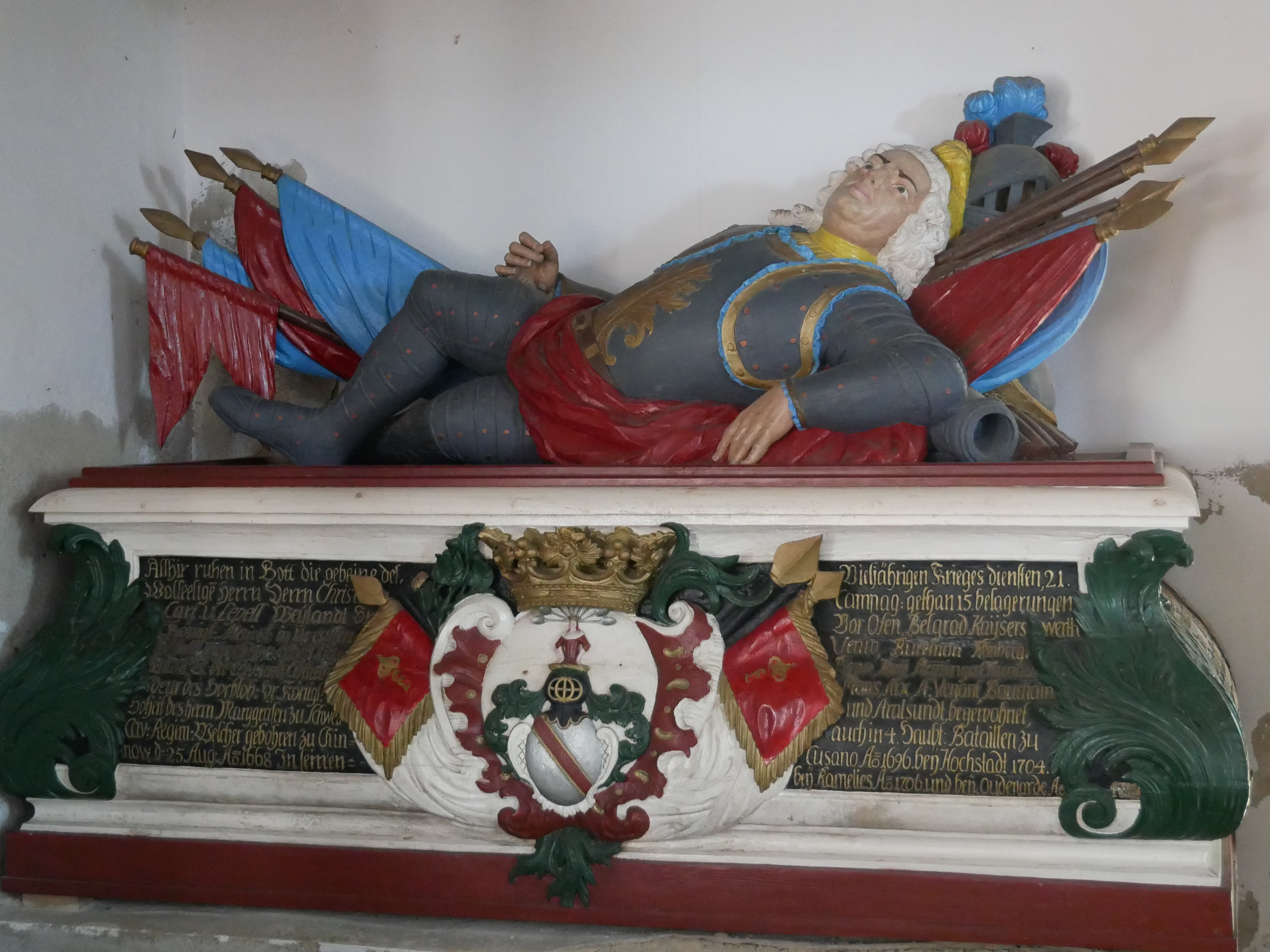
Sarkophag Christian Carl von Lepel

An der südlichen Westwand, neben dem Eingang, ist das hölzerne Grabmal des Christian Carl von Lepel (1668–1747) aus dem 18. Jahrhundert aufgestellt. Auf dem Sarkophag ist die lebensgroße liegende Vollplastik des verstorbenen Freiherrn angebracht. Er stützt sich mit einem Arm auf und wird auch durch die gesamte Haltung als Lebender, einer für diese Zeit typischen Darstellungsweise, wiedergegeben. Lanze und Helm zeichnen ihn als Soldaten im Harnisch mit Trophäenbündel aus. In der Kartusche ist das farbige Wappen der Familie von Lepel abgebildet. Die hier neun Löffel im Wappenbild der Familie nehmen auf die mittelniederdeutsche Bezeichnung lepel für Löffel Bezug. An den Seiten des Sarkophages sind das Leben Carl von Lepels und seine Kriegsdaten inschriftlich niedergelegt. Die Inschrift berichtet: 

„Allhir ruhen in Gott die gebeine des. Wolseeligen Herrn Herrn Christ. Carl v: Lepell Weÿlandt Sr Königl: Majest: in Preußen bestallt gewesener Obrist Lieutenant, V. der Cav: und Commandeur des Hochlöb: Sr: Königl: Hoheit des Herrn Marggräfen zu Schwed Cav: Regim: Welcher gebohren zu Chinnow d: 25 Aug: Anno 1668 In seinen Vieljährigen Kriegesdiensten, 21. Campag: gethan 15. Belagerungen Vor Ofen, Belgrad Kaÿserswerth Venio, Buremon, Reinberg, Bonn, Huÿ. Memmingen Tumau, Mons, Aix, St: Venant, Bauchain und Stralsundt, begewohnet, auch in 4 Haubt: Bataillen zu Cusano Anno 1696. beÿ Hochstadt 1704. beÿ Ramelis Anno 1706 und beÿ Oudenaerde 1708. Sich besonders signalisiret, Endlich im Herrn selig entschlaffen zu Netzelkow d: 8. April. Anno 1747 sines alters 78 Jahr 4 monahte 17 tage. Hiob XVII v. 1 Mein Odem ist schwach, meine tage sindt abgekurtzet, das grab ist da! Hiob XIX. v. 25.26.27. Aber ich weis das mein Erlöser lebet.“

### Glocken

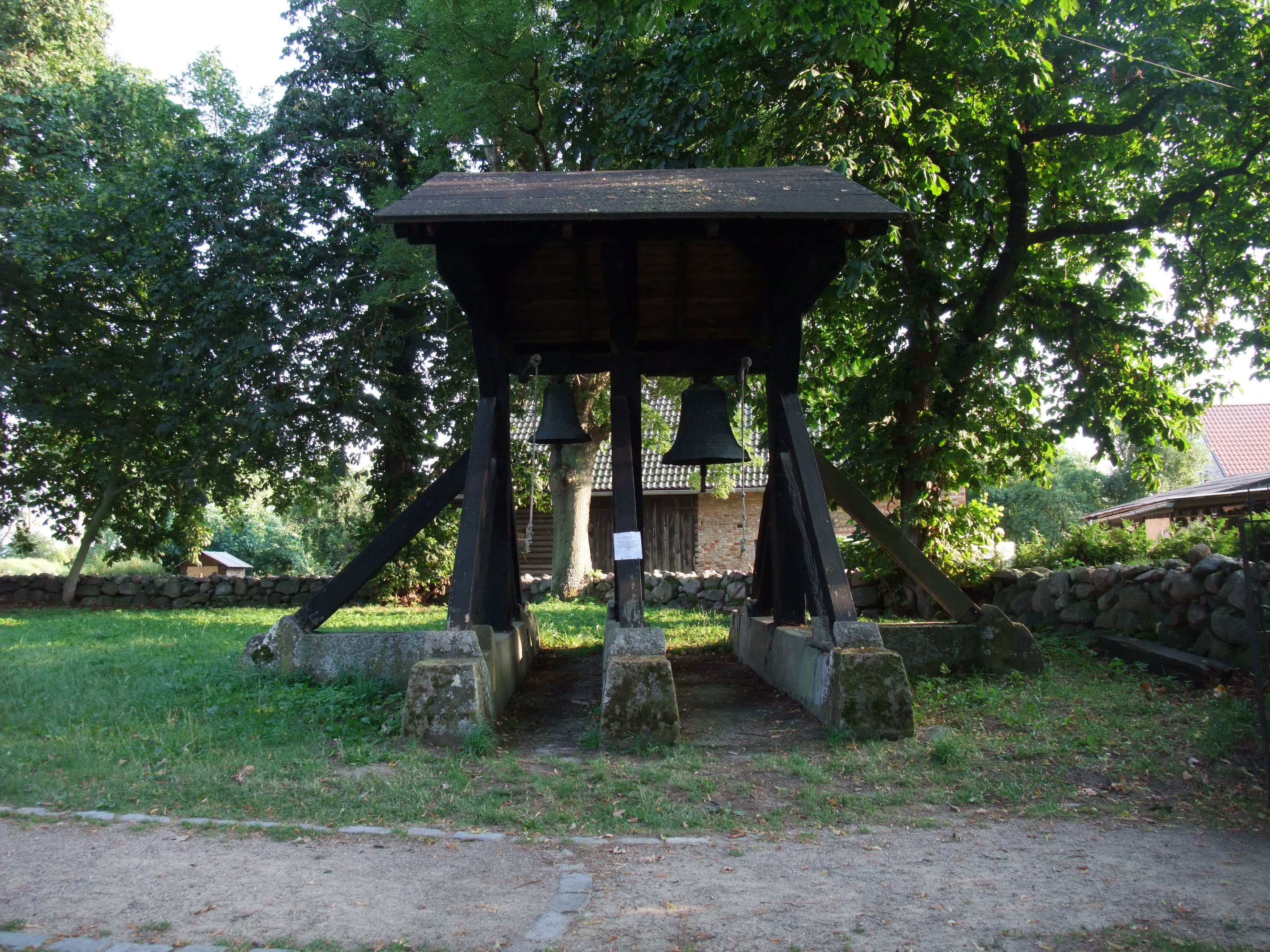
Glockenstuhl

Die beiden im freistehenden Glockenstuhl vor der St.-Marien-Kirche hängenden Glocken stammen noch aus dem 14. und 15. Jahrhundert. Die ältere und größere ist am oberen Rand mit der lateinischen Inschrift „O Rex Glorie Christe Veni cum pace Beata es Virgo Maria“ (deutsch: O Christe, König der Herrlichkeit, komm mit Frieden - selig bist du, Jungfrau Maria) versehen. Auf dem Glockenmantel ist in flachem Relief das Lepelsche Wappen wiedergegeben. Es hat auf gleichem Schilde einen gotischen Helm, dem unmittelbar eine Krone, und zwar aus nur aus fünf Löffeln aufgesetzt ist. Die entspricht einer sehr frühen Wappenform, wie sie im 14. Jahrhundert in Gebrauch war. Auch im Vergleich zu den Wappen am Sarkophag erweist es sich in der einfachen Ausbildung als die ältere Form. Demnach wäre die Entstehung der Glocke schon im 14. Jahrhundert anzusetzen.
Am oberen Rand der kleineren Glocke befinden sich Rundschilde, die möglicherweise Heiligendarstellungen beinhalten sollten. Durch einen glücklichen Zufall ist sie bis heute erhalten geblieben. 1942 wurde auch diese Glocke als Kriegsmaterial für den Zweiten Weltkrieg abgeliefert, jedoch nicht mehr eingeschmolzen. Kurz nach Kriegsende fand man sie unbeschädigt auf einem Hamburger Glockendepot und wurde 1950 nach Netzelkow zurückgebracht.
Neben einer Glocke in Stolpe soll diese zu den ältesten aus dem Mittelalter auf der Insel Usedom erhaltenen Glocken gehören.

## Gemeinde
Netzelkow bildete einst die kleinste Pfarrstelle auf der Insel Usedom und war dem Patronat der Freiherren von Lepel aus Neuendorf unterstellt. 
Seit 1979 gehört Netzelkow zur Kirchgemeinde Krummin-Karlshagen-Zinnowitz mit dem Pfarramt Zinnowitz der Pommerschen Evangelischen Kirche und seit 2001 zur Propstei Pasewalk im Pommerschen Evangelischen Kirchenkreis der Evangelisch-Lutherischen Kirche in Norddeutschland.
Das Pfarrhaus war 1797 Geburtsort des Pfarrersohns Johann Wilhelm Meinhold, dem Verfasser des Romans Maria Schwedler, die Bernsteinhexe. Meinhold war Rektor in Usedom, Pfarrer in Koserow und Krummin, bevor er die Insel verließ.

### Gedruckte Quellen
- Pommersches Urkundenbuch

### Ungedruckte Quellen
- Stadtarchiv Stralsund
  - 1.3.3 Gerichtswesen, auswärtige Gerichtsinstanzen. Nr. 1233 Beschwerde des Predigtamtskandidaten und späteren Pastors Cornelius zu Netzelkow. 1834–1836.